# Michał Dąbrowski (szermierz)
Michał Dąbrowski (ur. 1986, zm. 13 listopada 2024) – polski szermierz, paraolimpijczyk i medalista paraolimpijski (2024).

## Życiorys
Pochodził z Trąbek w powiecie garwolińskim. Związany był tez z Gminą Kotuń, gdzie ukończył Szkołę Podstawową w Bojmiu.
Na 10 lat przed śmiercią w wyniku wypadku na działce, złamał kręgosłup, uszkadzając rdzeń kręgowy. Od 2018 trenował szermierkę na wózkach. Był zawodnikiem sekcji szermierki na wózkach Legii Warszawa oraz IKS Szermierka Wołomin. W jego dorobku medalowym posiadał medale mistrzostw świata i Europy. 
W październiku 2023 podczas Mistrzostw Świata w Terni we Włoszech, dwukrotnie stawał na podium. W listopadzie 2023 roku zdiagnozowano u niego nowotwór przewodów żółciowych wewnątrzwątrobowych.
Nominowany był do tytułu sportowca roku „Guttmanny 2023”.
Podczas Letnich Igrzysk Paralimpijskich w Paryżu wywalczył srebrny medal w szabli indywidualnie (kat. B) oraz brązowy w szpadzie indywidualnie (kat. B).
9 listopada 2024 został wyróżniony tytułem honorowym „Zasłużony dla Powiatu Garwolińskiego” w dziedzinie „Sport”.
12 listopada 2024 został odznaczony Krzyżem Kawalerskim Orderu Odrodzenia Polski „za wybitne osiągnięcia sportowe, za zasługi dla rozwoju i upowszechniania sportu paralimpijskiego”.
Miał żonę i dwoje dzieci. Zmarł 13 listopada 2024. Został pochowany na cmentarzu w rodzinnych Trąbkach.